# نظرسنجی‌های انتخابات ریاست‌جمهوری ایران (۱۴۰۰)
این نوشتار شامل نظرسنجی‌های انتخابات سیزدهمین دورهٔ ریاست‌جمهوری ایران است که در ۲۸ خرداد ۱۴۰۰ برگزار خواهد شد.

## نگرش‌های عمومی در نظرسنجی‌ها

### اثرگذاری انتخابات
مرکز افکارسنجی دانشجویان ایران (ایسپا) طی یک پیمایش از ۲۵ تا ۲۸ بهمن ۱۳۹۹ با اندازهٔ نمونه ۱٬۵۸۳ نفر به روش مصاحبه تلفنی و با جامعهٔ آماری از شهروندان ۱۸ سال به بالای کل کشور از پاسخگویان پرسیده است: «فکر می‌کنید شرکت مردم در انتخابات تا چه حد می‌تواند در حل مشکلات کنونی کشور مؤثر باشد؟». ۲۸٫۶٪ شهروندان مشارکت در انتخابات را «کاملاً مؤثر است»، ۲۶٫۵٪ «تا حدی مؤثر است»، ۱۳٫۳٪ «چندان مؤثر نیست»، و ۲۶٫۷٪ «اصلاً مؤثر نیست» دانسته‌اند بنابراین از کل کسانی که گفته‌اند در انتخابات ۱۴۰۰ شرکت می‌کنند، ۵۵٫۱٪ از پاسخ‌دهندگان، مشارکت مردم را کاملاً یا تا حدی در حل مشکلات کشور مؤثر می‌دانند.

### گفتمان‌های انتخاباتی
در پیمایش ایسپا از پرسش‌شوندگان خواسته شده‌است که بگویند که به نظر آن‌ها، دولت آینده از میان گزینه‌های «آزادی»، «بهبود روابط با کشورهای خارجی»، «عدالت»، «حمایت از تولید داخلی» و «امنیت در برابر تهاجم خارجی» بهتر است کدام یک را در اولویت کاری خود قرار دهد. هر یک از این گزینه‌ها بازنمای یکی از شیوه‌های محتمل اداره کشور است که دولت آینده می‌تواند در پیش گیرد. ۳۱٫۲٪ از پاسخ‌گویان «عدالت» را برگزیده‌اند، «حمایت از تولید داخلی» و همچنین «بهبود روابط با کشورهای خارجی» هرکدام انتخابِ ۲۰٪ از پاسخ‌گویان بوده است، ۱۰٫۷٪ از پاسخ‌گویان «امنیت در برابر تهاجم خارجی» و ۳٫۵٪ از نیز «آزادی» را انتخاب کرده‌اند. ۱۲٫۶٪ از پاسخ‌گویان نیز گفته‌اند نمی‌دانند دولت باید کدامیک از این گزینه‌ها را در اولویت قرار دهد و ۲٪ به این پرسش، پاسخی نداده‌اند.

### ترجیحات ویژگی‌های شخصی رئیس‌جمهور آینده
روزنامهٔ فرهیختگان در ۲۲ دی ۱۳۹۹ و بر پایهٔ نتایج یک پیمایش ملی توسط «یکی از مراکز افکارسنجی دانشگاهی نزدیک به اصلاح‌طلبان» نوشته که: «احتمالاً فارغ از پیر یا جوان بودن، نظامی یا غیرنظامی بودن، زن یا مرد بودن و حوزوی یا غیر حوزوی بودن، به کسی رأی خواهند داد که بتواند کارآمدی از خود نشان داده و در عمل، تغییری در وضعیت اقتصادی و معیشت زندگی مردم به‌وجود بیاورد.» دقیقاً ۵۰٪ پاسخ‌گویان گفته‌اند که برایشان هیچ تفاوتی ندارد رئیس‌جمهور بعدی جوان باشد یا پیر؛ ۳۸٫۸٪ ترجیح می‌دهند یک فرد جوان باشد و ۱۰٫۷٪ نیز پیر بودن را مدنظر قرار داده‌اند. از میان پاسخ‌گویان، ۵۸٫۱٪ گفته‌اند که فرقی نمی‌کند رئیس‌جمهور یک نظامی باشد یا یک غیرنظامی. ۳۱٫۹٪ درصد ترجیح می‌دهند یک غیرنظامی، و ۹٫۵٪ هم یک فرد نظامی را ترجیح می‌دهند. ۶۵٪ از پاسخ‌گویان این نظرسنجی گفته‌اند که دغدغه زن بودن یا مرد بودن رئیس‌جمهور بعدی ایران را ندارند، ۲۵٪ اولویت‌شان با مرد بودن، و ۹٪ نیز با زن بودن رئیس‌جمهور است. ۵۹٫۱٪ از پاسخ‌گویان گفته‌اند که فرقی نمی‌کند رئیس‌جمهور حوزوی باشد یا نباشد، ۳۴٫۹٪ علاقه به ریاست‌جمهوری یک فرد غیر حوزوی و ۴٫۵٪ نیز علاقه‌مند به تکرار ریاست‌جمهوری یک فرد حوزوی هستند.

### عوامل مؤثر برای مشارکت
به نوشتهٔ روزنامهٔ فرهیختگان، از افرادی که گفته بودند احتمالاً در انتخابات شرکت می‌کنند یا برای شرکت در انتخابات مردد هستند، پرسیده شده است که «در چه صورتی، در انتخابات ریاست‌جمهوری سال بعد شرکت می‌کنید؟» ۴۰٫۵٪ پاسخ‌دهندگان گفته‌اند که «بستگی دارد به اینکه چه کسانی در انتخابات کاندیدا شوند» و ۳۸٪ نیز گفته‌اند که «در صورتی که شرایط اقتصادی بهتر شود».

### گرایش جناحی
| تاریخ     | مجری / کارفرما          | اصول‌گرایان | اصلاح‌طلبان | سایر  | هیچ‌کدام | بی‌پاسخ |
| --------- | ----------------------- | ---------- | ---------- | ----- | ------- | ------ |
| دی ۱۳۹۹   | مرکز تحقیقات صدا و سیما | ٪۱۷٫۷      | ٪۱۶٫۱      | ٪۳٫۸  | ٪۵۲٫۵   | ٪۹٫۹   |
| آذر ۱۳۹۹  | مرکز تحقیقات صدا و سیما | ٪۱۸٫۱      | ٪۱۵٫۵      | ٪۵٫۰  | ٪۵۲٫۸   | ٪۸٫۶   |
| آبان ۱۳۹۹ | مرکز تحقیقات صدا و سیما | ٪۱۴٫۵      | ٪۱۶٫۹      | ٪۱۸٫۱ | ٪۳۸٫۱   | ٪۱۲٫۴  |

## صحت و منبع نظرسنجی ها
صحت نظرسنجی ها با توجه به نوع مدلسازی نظرسنجی و مرکز ارایه دهنده آن قابل بررسی است.

### نظرسنجی دانشگاه تهران
نظرسنجی با انتصاب به دانشگاه تهران در فضای اینترنت پخش شد که برخلاف نظرسنجی های مشابه مشارکت را نزدیک به نصف واجدین شرایط نشان میداد. این نظرسنجی از سوی دانشگاه تهران به طور کل تکذیب شد.

### نظر سنجی ایسپا
این نظرسنجی از سوی نهادی به نام "مرکز افکارسنجی دانشجویان ایران" وابسته به جهاد دانشگاهی صورت گرفته. در موج جدید این نظرسنجی ها، این مرکز نظرسنجی تلفنی را به نظرسنجی میدانی تغییر داده که به دلیل تغییر جامعه هدف و تصادفی نبودن آن از دقت بسیار کمتری برخوردار است.

علاوه بر این در موج جدید نظرسنجی‌ها از ارایه شیوه نظرسنجی و ریز درصدها و پاسخنامه‌ها خودداری شده است.

### نظرسنجی کیو
چندین موج نظرسنجی از اسفند ۹۹ تا خرداد ۱۴۰۰ توسط مرکز افکار سنجی کیو انجام شده است. گزارش نظرسنجی ها همراه با روش نمونه گیری در سایت کیو منتشر شده است. این مرکز در نهایت میزان مشارکت در انتخابات ریاست جمهوری را ۴۹ درصد پیش‌بینی کرده است.

## فهرست نظرسنجی‌ها

### نامزدان

#### نامزدان تأییدشده
رأی نامزدان در نظرسنجی ایسپا بر حسب کسانی که قصد مشارکت در انتخابات را دارند و در نظرسنجی کیو بر حسب کسانی که احتمال مشارکت دارند ذکر شده‌است:
| تاریخ       | مجری/کارفرما                                       | اندازهٔ نمونه                                       | حاشیهٔ خطا                                          | رئیسی                                              | جلیلی                                              | رضایی                                              | قاضی‌زاده                                           | همتی                                               | زاکانی                                             | مهرعلیزاده                                         | نمی‌دانم                                            | دیگر                                               | پیشتازی                                            |
| ----------- | -------------------------------------------------- | -------------------------------------------------- | -------------------------------------------------- | -------------------------------------------------- | -------------------------------------------------- | -------------------------------------------------- | -------------------------------------------------- | -------------------------------------------------- | -------------------------------------------------- | -------------------------------------------------- | -------------------------------------------------- | -------------------------------------------------- | -------------------------------------------------- |
| ۲۷–۲۵ خر.   | استاسیس/ایران‌اینترنشنال                            | ۱٬۴۰۰                                              | ±۲٫۷٪                                              | ۷۶٪                                                | -                                                  | ۱۵٪                                                | ۲٪                                                 | ۷٪                                                 | -                                                  | -                                                  | -                                                  | -                                                  | ۶۱٪                                                |
| ۲۶ خرداد    | انصراف سعید جلیلی، علیرضا زاکانی و محسن مهرعلیزاده | انصراف سعید جلیلی، علیرضا زاکانی و محسن مهرعلیزاده | انصراف سعید جلیلی، علیرضا زاکانی و محسن مهرعلیزاده | انصراف سعید جلیلی، علیرضا زاکانی و محسن مهرعلیزاده | انصراف سعید جلیلی، علیرضا زاکانی و محسن مهرعلیزاده | انصراف سعید جلیلی، علیرضا زاکانی و محسن مهرعلیزاده | انصراف سعید جلیلی، علیرضا زاکانی و محسن مهرعلیزاده | انصراف سعید جلیلی، علیرضا زاکانی و محسن مهرعلیزاده | انصراف سعید جلیلی، علیرضا زاکانی و محسن مهرعلیزاده | انصراف سعید جلیلی، علیرضا زاکانی و محسن مهرعلیزاده | انصراف سعید جلیلی، علیرضا زاکانی و محسن مهرعلیزاده | انصراف سعید جلیلی، علیرضا زاکانی و محسن مهرعلیزاده | انصراف سعید جلیلی، علیرضا زاکانی و محسن مهرعلیزاده |
| ۲۴–۲۳ خر.   | کیو                                                | ۱٬۰۰۰                                              | ٪±۴                                                | ۵۰٫۹٪                                              | ۱٫۱٪                                               | ۴٫۹٪                                               | ۱٫۴٪                                               | ۳٫۳٪                                               | ۱٫۱٪                                               | ۰٫۲٪                                               | ۲۸٫۶٪                                              | ۸٫۵٪                                               | ۴۶٪                                                |
| ۲۴–۲۳       | ایسپا                                              | ۵٬۰۹۴                                              | —                                                  | ۴۴٫۶٪                                              | ۲٫۶٪                                               | ۵٫۹٪                                               | ۲٫۳٪                                               | ۲٫۷٪                                               | ۲٫۲٪                                               | ۰٫۵٪                                               | ۲۶٫۴٪                                              | ۱۲٫۸٪                                              | ۳۸٫۷٪                                              |
| ۲۳ خرداد    | استاسیس/ایران‌اینترنشنال                            | ۶۴۱                                                | ±۳٫۸۵٪                                             | ۶۲٪                                                | ۳٪                                                 | ۶٪                                                 | ۲٪                                                 | ۳٪                                                 | ۱٪                                                 | ۰٪                                                 | ۲۳٪                                                | -                                                  | ۵۶٪                                                |
| ۲۲ خرداد    | مناظرهٔ سوم                                         | مناظرهٔ سوم                                         | مناظرهٔ سوم                                         | مناظرهٔ سوم                                         | مناظرهٔ سوم                                         | مناظرهٔ سوم                                         | مناظرهٔ سوم                                         | مناظرهٔ سوم                                         | مناظرهٔ سوم                                         | مناظرهٔ سوم                                         | مناظرهٔ سوم                                         | مناظرهٔ سوم                                         | مناظرهٔ سوم                                         |
| ۲۱–۱۹ خرداد | پرس‌تی‌وی                                            | —                                                  | —                                                  | ۵۰٫۶٪                                              | ۲٫۷٪                                               | ۵٫۸٪                                               | ۴٫۰٪                                               | ۲٫۷٪                                               | ۱٫۲٪                                               | ۰٫۴٪                                               | ۳۲٫۶٪                                              | ۳۲٫۶٪                                              | ۴۴٫۸٪                                              |
| ۲۱–۱۸ خرداد | کیو                                                | ۱۰۰۰                                               | ٪±۴                                                | ۵۴٫۷٪                                              | ۲٫۵٪                                               | ۴٫۹٪                                               | ۲٫۶٪                                               | ۱٫۸٪                                               | ۰٫۳٪                                               | ۰٫۳٪                                               | ۳۲٫۹٪                                              | -                                                  | ۴۹٫۸٪                                              |
| ۲۰–۱۹ خرداد | ایسپا                                              | ۵٬۱۲۱                                              | —                                                  | ۴۴٫۹٪                                              | ۲٫۳٪                                               | ۴٫۷٪                                               | ۱٫۹٪                                               | ۱٫۹٪                                               | ۱٫۴٪                                               | ۰٫۵٪                                               | ۳۱٫۷٪                                              | ۱۰٫۷٪                                              | ۴۰٫۲٪                                              |
| ۱۸ خرداد    | مناظرهٔ دوم                                         | مناظرهٔ دوم                                         | مناظرهٔ دوم                                         | مناظرهٔ دوم                                         | مناظرهٔ دوم                                         | مناظرهٔ دوم                                         | مناظرهٔ دوم                                         | مناظرهٔ دوم                                         | مناظرهٔ دوم                                         | مناظرهٔ دوم                                         | مناظرهٔ دوم                                         | مناظرهٔ دوم                                         | مناظرهٔ دوم                                         |
| ۱۶ خرداد    | پرس‌تی‌وی                                            | —                                                  | —                                                  | ۵۵٫۶٪                                              | ۲٫۰٪                                               | ۵٫۵٪                                               | ۱٫۹٪                                               | ۲٫۱٪                                               | ۰٫۷٪                                               | ۰٫۷٪                                               | ۳۲٫۲٪                                              | ۳۲٫۲٪                                              | ۵۰٫۱٪                                              |
| ۱۶ خرداد    | کیو                                                | ۱٬۰۰۰                                              | ٪±۴                                                | ۴۲٫۹٪                                              | ۱٫۲٪                                               | ۴٫۴٪                                               | ۱٫۲٪                                               | ۱٫۲٪                                               | ۱٪                                                 | ۰٪                                                 | ۴۵٫۵٪                                              | ۲٫۶٪                                               | ۳۸٫۵٪                                              |
| ۱۵ خرداد    | مناظرهٔ نخست                                        | مناظرهٔ نخست                                        | مناظرهٔ نخست                                        | مناظرهٔ نخست                                        | مناظرهٔ نخست                                        | مناظرهٔ نخست                                        | مناظرهٔ نخست                                        | مناظرهٔ نخست                                        | مناظرهٔ نخست                                        | مناظرهٔ نخست                                        | مناظرهٔ نخست                                        | مناظرهٔ نخست                                        | مناظرهٔ نخست                                        |
| ۱۳–۱۲ خر.   | کیو                                                | —                                                  | ٪±۴                                                | ۴۸٫۴٪                                              | ۱٫۳٪                                               | ۳٫۳٪                                               | ۰٫۴٪                                               | ۱٫۷٪                                               | ۰٫۴٪                                               | ۰٫۲٪                                               | ۳۹٫۸٪                                              | ۴٫۶٪                                               | ۴۵٫۱٪                                              |
| ۱۱–۹ خرداد  | ایسپا                                              | ۵٬۱۵۹                                              | —                                                  | ۴۸٫۶٪                                              | ۱٫۶٪                                               | ۳٫۱٪                                               | ۰٫۸٪                                               | ۱٫۳٪                                               | ۰٫۳٪                                               | ۰٫۱٪                                               | ۴۱٪                                                | ۳٫۲٪                                               | ۴۵٫۵٪                                              |
| ۱۱–۸ خرداد  | استاسیس/ایران‌اینترنشنال                            | ۱٬۴۷۳                                              | ±۲٫۵٪                                              | ۵۴٪                                                | ۳٪                                                 | ۳٪                                                 | ۱٪                                                 | ۳٪                                                 | ۰٪                                                 | ۰٪                                                 | ۳۱٪                                                | ۵٪                                                 | ۵۱٪                                                |
| ۷–۵ خرداد   | کیو                                                | ۱٬۵۶۹                                              | —                                                  | ۵۶٫۰٪                                              | ۲٫۵٪                                               | ۲٫۸٪                                               | ۰٫۲٪                                               | ۲٫۶٪                                               | ۰٫۱٪                                               | ۰٫۵٪                                               | ۳۵٫۲٪                                              | -                                                  | ۵۳٫۲٪                                              |
| ۶–۵ خرداد   | ایسپا                                              | —                                                  | —                                                  | ۴۳٫۹٪                                              | ۱٫۸٪                                               | ۳٫۷٪                                               | ۱٫۰٪                                               | ۱٫۰٪                                               | ۰٫۲٪                                               | ۰٫۴٪                                               | ۴۸٪                                                | -                                                  | ۴۰٫۲٪                                              |
| ۴ خرداد     | اعلام اسامی نامزدان تأیید صلاحیت شده               | اعلام اسامی نامزدان تأیید صلاحیت شده               | اعلام اسامی نامزدان تأیید صلاحیت شده               | اعلام اسامی نامزدان تأیید صلاحیت شده               | اعلام اسامی نامزدان تأیید صلاحیت شده               | اعلام اسامی نامزدان تأیید صلاحیت شده               | اعلام اسامی نامزدان تأیید صلاحیت شده               | اعلام اسامی نامزدان تأیید صلاحیت شده               | اعلام اسامی نامزدان تأیید صلاحیت شده               | اعلام اسامی نامزدان تأیید صلاحیت شده               | اعلام اسامی نامزدان تأیید صلاحیت شده               | اعلام اسامی نامزدان تأیید صلاحیت شده               | اعلام اسامی نامزدان تأیید صلاحیت شده               |

#### نامزدان احتمالی
انتخاب از بین همه چهره‌های سرشناس از فاصلهٔ یک سال مانده به انتخابات:
| تاریخ           | مجری / کارفرما                                                     | اندازهٔ نمونه                                                       | حاشیهٔ خطا                                                          | رئیسی                                                              | احمدی‌نژاد                                                          | قالیباف                                                            | ظریف                                                               | خمینی                                                              | لاریجانی                                                           | جلیلی                                                              | هاشمی                                                              | رضایی                                                              | محمد                                                               | سایر                                                               | نمی‌دانم                                                            | پیشتازی                                                            |                                                                    |
| --------------- | ------------------------------------------------------------------ | ------------------------------------------------------------------ | ------------------------------------------------------------------ | ------------------------------------------------------------------ | ------------------------------------------------------------------ | ------------------------------------------------------------------ | ------------------------------------------------------------------ | ------------------------------------------------------------------ | ------------------------------------------------------------------ | ------------------------------------------------------------------ | ------------------------------------------------------------------ | ------------------------------------------------------------------ | ------------------------------------------------------------------ | ------------------------------------------------------------------ | ------------------------------------------------------------------ | ------------------------------------------------------------------ | ------------------------------------------------------------------ |
| اواخر ارد.      | —                                                                  | —                                                                  | —                                                                  | ٪۳۲٫۶                                                              | ٪۲۶٫۷                                                              | –                                                                  | –                                                                  | –                                                                  | ٪۱٫۵                                                               | —                                                                  | —                                                                  | —                                                                  | ٪۳٫۶                                                               | —                                                                  | —                                                                  | ٪۵٫۹                                                               |                                                                    |
| ۲۵ ارد.         | عدم نامزدی محمدباقر قالیباف                                        | عدم نامزدی محمدباقر قالیباف                                        | عدم نامزدی محمدباقر قالیباف                                        | عدم نامزدی محمدباقر قالیباف                                        | عدم نامزدی محمدباقر قالیباف                                        | عدم نامزدی محمدباقر قالیباف                                        | عدم نامزدی محمدباقر قالیباف                                        | عدم نامزدی محمدباقر قالیباف                                        | عدم نامزدی محمدباقر قالیباف                                        | عدم نامزدی محمدباقر قالیباف                                        | عدم نامزدی محمدباقر قالیباف                                        | عدم نامزدی محمدباقر قالیباف                                        | عدم نامزدی محمدباقر قالیباف                                        | عدم نامزدی محمدباقر قالیباف                                        | عدم نامزدی محمدباقر قالیباف                                        | عدم نامزدی محمدباقر قالیباف                                        | عدم نامزدی محمدباقر قالیباف                                        |
| ۲۵–۲۱ ارد       | ثبت‌نام نامزدهای انتخابات ریاست‌جمهوری                               | ثبت‌نام نامزدهای انتخابات ریاست‌جمهوری                               | ثبت‌نام نامزدهای انتخابات ریاست‌جمهوری                               | ثبت‌نام نامزدهای انتخابات ریاست‌جمهوری                               | ثبت‌نام نامزدهای انتخابات ریاست‌جمهوری                               | ثبت‌نام نامزدهای انتخابات ریاست‌جمهوری                               | ثبت‌نام نامزدهای انتخابات ریاست‌جمهوری                               | ثبت‌نام نامزدهای انتخابات ریاست‌جمهوری                               | ثبت‌نام نامزدهای انتخابات ریاست‌جمهوری                               | ثبت‌نام نامزدهای انتخابات ریاست‌جمهوری                               | ثبت‌نام نامزدهای انتخابات ریاست‌جمهوری                               | ثبت‌نام نامزدهای انتخابات ریاست‌جمهوری                               | ثبت‌نام نامزدهای انتخابات ریاست‌جمهوری                               | ثبت‌نام نامزدهای انتخابات ریاست‌جمهوری                               | ثبت‌نام نامزدهای انتخابات ریاست‌جمهوری                               | ثبت‌نام نامزدهای انتخابات ریاست‌جمهوری                               | ثبت‌نام نامزدهای انتخابات ریاست‌جمهوری                               |
| ۲۱–۱۲ ارد.      | استاسیس/ایران‌اینترنشنال                                            | ۱٬۸۹۱                                                              | ٪±۲٫۳                                                              | ٪۲۹٫۶                                                              | ٪۲۹٫۴                                                              | ٪۴٫۲                                                               | ٪۳٫۲                                                               | —                                                                  | ٪۰٫۹                                                               | ٪۱٫۴                                                               | ٪۰٫۶                                                               | ٪۰٫۶                                                               | ٪۴٫۱                                                               | ٪۲۳٫۵                                                              | ٪۲٫۵                                                               | ٪۰٫۲                                                               |                                                                    |
| ۵ ارد.          | اعلام عدم نامزدی محمدجواد ظریف در نامه به رهبر جمهوری اسلامی ایران | اعلام عدم نامزدی محمدجواد ظریف در نامه به رهبر جمهوری اسلامی ایران | اعلام عدم نامزدی محمدجواد ظریف در نامه به رهبر جمهوری اسلامی ایران | اعلام عدم نامزدی محمدجواد ظریف در نامه به رهبر جمهوری اسلامی ایران | اعلام عدم نامزدی محمدجواد ظریف در نامه به رهبر جمهوری اسلامی ایران | اعلام عدم نامزدی محمدجواد ظریف در نامه به رهبر جمهوری اسلامی ایران | اعلام عدم نامزدی محمدجواد ظریف در نامه به رهبر جمهوری اسلامی ایران | اعلام عدم نامزدی محمدجواد ظریف در نامه به رهبر جمهوری اسلامی ایران | اعلام عدم نامزدی محمدجواد ظریف در نامه به رهبر جمهوری اسلامی ایران | اعلام عدم نامزدی محمدجواد ظریف در نامه به رهبر جمهوری اسلامی ایران | اعلام عدم نامزدی محمدجواد ظریف در نامه به رهبر جمهوری اسلامی ایران | اعلام عدم نامزدی محمدجواد ظریف در نامه به رهبر جمهوری اسلامی ایران | اعلام عدم نامزدی محمدجواد ظریف در نامه به رهبر جمهوری اسلامی ایران | اعلام عدم نامزدی محمدجواد ظریف در نامه به رهبر جمهوری اسلامی ایران | اعلام عدم نامزدی محمدجواد ظریف در نامه به رهبر جمهوری اسلامی ایران | اعلام عدم نامزدی محمدجواد ظریف در نامه به رهبر جمهوری اسلامی ایران | اعلام عدم نامزدی محمدجواد ظریف در نامه به رهبر جمهوری اسلامی ایران |
| ۲۳ فرو.         | اعلام انصراف سید حسن خمینی از نامزدی                               | اعلام انصراف سید حسن خمینی از نامزدی                               | اعلام انصراف سید حسن خمینی از نامزدی                               | اعلام انصراف سید حسن خمینی از نامزدی                               | اعلام انصراف سید حسن خمینی از نامزدی                               | اعلام انصراف سید حسن خمینی از نامزدی                               | اعلام انصراف سید حسن خمینی از نامزدی                               | اعلام انصراف سید حسن خمینی از نامزدی                               | اعلام انصراف سید حسن خمینی از نامزدی                               | اعلام انصراف سید حسن خمینی از نامزدی                               | اعلام انصراف سید حسن خمینی از نامزدی                               | اعلام انصراف سید حسن خمینی از نامزدی                               | اعلام انصراف سید حسن خمینی از نامزدی                               | اعلام انصراف سید حسن خمینی از نامزدی                               | اعلام انصراف سید حسن خمینی از نامزدی                               | اعلام انصراف سید حسن خمینی از نامزدی                               | اعلام انصراف سید حسن خمینی از نامزدی                               |
| ۲۰ به. – ۱۰ اس. | ایران‌پُل/شورای امور جهانیشیکاگو                                     | ۱٬۰۰۶                                                              | ٪±۳٫۱                                                              | ٪۲۷٫۰                                                              | ٪۱۳٫۴                                                              | ٪۷٫۵                                                               | ٪۴٫۴                                                               | ٪۱٫۲                                                               | ٪۰٫۵                                                               | ٪۰٫۹                                                               | —                                                                  | ٪۱٫۱                                                               | ٪۱٫۴                                                               | ٪۶٫۶                                                               | ٪۳۶٫۰                                                              | ٪۱۳٫۶                                                              |                                                                    |
| ۱۸–۷ به.        | ایران‌پُل/دانشگاهمریلند                                              | ۱٬۰۰۸                                                              | ٪±۳٫۱                                                              | ٪۲۸٫۲                                                              | ٪۱۵٫۱                                                              | ٪۶٫۴                                                               | ٪۵٫۳                                                               | ٪۰٫۴                                                               | —                                                                  | ٪۱٫۱                                                               | —                                                                  | ٪۰٫۵                                                               | ٪۰٫۷                                                               | ٪۹٫۹                                                               | ٪۳۲٫۵                                                              | ٪۱۳٫۱                                                              |                                                                    |
| دی              | صدا و سیما                                                         | —                                                                  | —                                                                  | ٪۲۲٫۷                                                              | ٪۲۲٫۶                                                              | ٪۱۲٫۰                                                              | ٪۳٫۷                                                               | ٪۴٫۰                                                               | ٪۱٫۲                                                               | ٪۱٫۲                                                               | ٪۲٫۳                                                               | ٪۱٫۳                                                               | ٪۱٫۶                                                               | ٪۷٫۲                                                               | ٪۲۱٫۴                                                              | ٪۰٫۱                                                               |                                                                    |
| آذر             | صدا و سیما                                                         | —                                                                  | —                                                                  | ٪۲۵٫۲                                                              | ٪۲۱٫۷                                                              | ٪۱۰٫۳                                                              | ٪۵٫۰                                                               | ٪۵٫۴                                                               | ٪۰٫۹                                                               | ٪۲٫۰                                                               | ٪۱٫۹                                                               | ٪۱٫۵                                                               | ٪۰٫۸                                                               | ٪۷٫۸                                                               | ٪۱۸٫۴                                                              | ٪۳٫۵                                                               |                                                                    |
| آبان            | صدا و سیما                                                         | —                                                                  | —                                                                  | ٪۱۹٫۵                                                              | —                                                                  | ٪۱۳٫۵                                                              | —                                                                  | —                                                                  | ٪۱٫۸                                                               | ٪۱٫۴                                                               | ٪۲٫۵                                                               | ٪۲٫۵                                                               | —                                                                  | ٪۱۳٫۸                                                              | ٪۴۶٫۸                                                              | ٪۶٫۰                                                               |                                                                    |
| ۱۱ شه. – ۱۱ مهر | ایران‌پُل/دانشگاهمریلند                                              | ۱٬۰۰۵                                                              | ٪±۳٫۱                                                              | ٪۲۷٫۰                                                              | ٪۱۱٫۸                                                              | ٪۸٫۲                                                               | ٪۴٫۴                                                               | —                                                                  | —                                                                  | ٪۲٫۶                                                               | ٪۲٫۱                                                               | ٪۰٫۴                                                               | —                                                                  | ٪۶٫۰                                                               | ٪۳۷٫۶                                                              | ٪۱۵٫۲                                                              |                                                                    |

انتخاب از بین گزینه‌های محمود احمدی‌نژاد، محمدباقر قالیباف، علی لاریجانی، سعید جلیلی، و محمدرضا عارف:
| تاریخ         | مجری / کارفرما    | اندازهٔ نمونه | حاشیهٔ خطا      | احمدی‌نژاد | قالیباف | لاریجانی | جلیلی | عارف | هیچ‌کدام | سایر / نمی‌دانم | پیشتازی |
| ------------- | ----------------- | ------------ | -------------- | --------- | ------- | -------- | ----- | ---- | ------- | -------------- | ------- |
| ۷–۱ آبان ۱۳۹۹ | استاسیس/ایران‌وایر | ۱٬۱۳۶        | ٪±۲٫۸ تا ۳٫۱±٪ | ٪۳۷       | ٪۱۰     | ٪۳       | ٪۲    | ٪۲   | ٪۱۷     | ٪۲۹            | ٪۲۷     |

### محبوبیت
| تاریخ        | مجری / کارفرما | اندازهٔ نمونه | حاشیهٔ خطا | طیف محبوبیت |
| ------------ | -------------- | ------------ | --------- | --- |
| فروردین ۱۴۰۰ | ایسپا          | ۱٬۵۶۹        | —         | ۲۵ ۵۰ ۷۵ ۱۰۰ ۱۲۵ ۱۵۰ دهقان پزشکیان لاریجانی قاضی‌زاده جلیلی مطهری رضایی محمد ظریف قالیباف خمینی رئیسی - خیلی زیاد - تا حدی - نمی‌شناسم/بی‌پاسخ - کم - اصلاً |

| تاریخ          | مجری / کارفرما         | اندازهٔ نمونه | حاشیهٔ خطا      | طیف محبوبیت |
| -------------- | ---------------------- | ------------ | -------------- | --- |
| ۱۸–۷ بهمن ۱۳۹۹ | ایران‌پُل/دانشگاه مریلند | ۱٬۰۰۸        | ٪±۳٫۱          | ۲۵ ۵۰ ۷۵ ۱۰۰ ۱۲۵ ۱۵۰ عارف روحانی لاریجانی جلیلی خاتمی احمدی‌نژاد ظریف قالیباف رئیسی - خیلی زیاد - تا حدی - نظری ندارم/نمی‌شناسم - نه چندان - اصلاً           |
| ۷–۱ آبان ۱۳۹۹  | استاسیس/ایران‌وایر      | ۱٬۱۳۶        | ٪±۲٫۸ تا ۳٫۱±٪ | ۱۰ ۲۰ ۳۰ ۴۰ ۵۰ ۶۰ ۷۰ ۸۰ ۹۰ ۱۰۰ عارف جلیلی روحانی لاریجانی قالیباف ظریف خاتمی رئیسی احمدی‌نژاد - خیلی زیاد - تا حدی - نظری ندارم/نمی‌شناسم - نه چندان - اصلاً |

### ردصلاحیت‌ها
در تاریخ ۴ خرداد نام نامزدان تأییدشده اعلام گردید.
| تاریخ      | مجری / کارفرما          | اندازهٔ نمونه | حاشیهٔ خطا | میزان موافقت با ردصلاحیت |
| ---------- | ----------------------- | ------------ | --------- | --- |
| ۱۱–۸ خرداد | استاسیس/ایران‌اینترنشنال | ۱٬۴۷۳        | ±۲٫۵٪     | ۲۵ ۵۰ ۷۵ ۱۰۰ ۱۲۵ ۱۵۰ برآورد کلی احمدی‌نژاد تاج‌زاده جهانگیری لاریجانی - کاملا موافق - تا حدی موافق - نمی‌شناسم/نمی‌دانم/بی‌پاسخ - تا حدی مخالف - کاملا مخالف |

### توان پیروزی منتخب انتخابات
| تاریخ       | مجری / کارفرما         | اندازهٔ نمونه | حاشیهٔ خطا | احتمال پیروزی رئیسی بر مهم‌ترین نامزدان خارج‌شده از انتخابات                                                 |
| ----------- | ---------------------- | ------------ | --------- | --- |
| ۱۸–۸ شهریور | ایران‌پُل/دانشگاه مریلند | ۱٬۰۰۱        | ٪±۳٫۱     | ۱۰ ۲۰ ۳۰ ۴۰ ۵۰ ۶۰ ۷۰ ۸۰ ۹۰ ۱۰۰ ظریف احمدی‌نژاد لاریجانی - رئیسی می‌توانست - نمی‌دانم/بی‌پاسخ - رئیسی نمی‌توانست |

### مشارکت
نظرسنجی‌ها دربارهٔ مشارکت در انتخابات از یک سال به انتخابات:
| تاریخ               | مجری / کارفرما                                                                                  | برآورد مشارکت                                                                                   | اندازهٔ نمونه                                                                                    | حاشیهٔ خطا                                                                                       | حتماً                                                                                            | احتمال زیاد                                                                                     | احتمال کم                                                                                       | اصلاً                                                                                            | نمی‌دانم                                                                                         |
| ------------------- | ----------------------------------------------------------------------------------------------- | ----------------------------------------------------------------------------------------------- | ----------------------------------------------------------------------------------------------- | ----------------------------------------------------------------------------------------------- | ----------------------------------------------------------------------------------------------- | ----------------------------------------------------------------------------------------------- | ----------------------------------------------------------------------------------------------- | ----------------------------------------------------------------------------------------------- | ----------------------------------------------------------------------------------------------- |
| ۲۷–۲۵ خرداد         | استاسیس/ایران‌اینترنشنال                                                                         | ۴۳٪                                                                                             | ۱٬۴۰۰                                                                                           | ٪±۲٫۷                                                                                           | ٪۳۹                                                                                             | ٪۱۵                                                                                             | ٪۷                                                                                              | ٪۲۹                                                                                             | ٪۱۰                                                                                             |
| ۲۴–۲۳ خرداد         | کیو                                                                                             | ۴۵٪                                                                                             | ۱۰۰۰                                                                                            | ٪±۴                                                                                             | ۵۵٫۸٪                                                                                           | ۵۵٫۸٪                                                                                           | ۲۶٫۷٪                                                                                           | ۲۶٫۷٪                                                                                           | ۱۷٫۴٪                                                                                           |
| ۲۴–۲۳ خرداد         | ایسپا                                                                                           | ۴۲٪                                                                                             | ۵٬۰۹۴                                                                                           | —                                                                                               | —                                                                                               | —                                                                                               | —                                                                                               | —                                                                                               | —                                                                                               |
| ۲۳ خرداد            | استاسیس/ایران‌اینترنشنال                                                                         | ۳۲٪                                                                                             | ۶۴۱                                                                                             | ٪±۳٫۸۵                                                                                          | ٪۴۱                                                                                             | ٪۱۴                                                                                             | ٪۸                                                                                              | ٪۲۷                                                                                             | ٪۱۰                                                                                             |
| ۲۲ خرداد            | مناظرهٔ سوم                                                                                      | مناظرهٔ سوم                                                                                      | مناظرهٔ سوم                                                                                      | مناظرهٔ سوم                                                                                      | مناظرهٔ سوم                                                                                      | مناظرهٔ سوم                                                                                      | مناظرهٔ سوم                                                                                      | مناظرهٔ سوم                                                                                      | مناظرهٔ سوم                                                                                      |
| ۲۱–۱۸ خرداد         | کیو                                                                                             | ۴۳٪                                                                                             | ۱۰۰۰                                                                                            | ٪±۴                                                                                             | ۵۳٫۰٪                                                                                           | ۵۳٫۰٪                                                                                           | ۲۷٫۹٪                                                                                           | ۲۷٫۹٪                                                                                           | ۱۹٫۱٪                                                                                           |
| ۲۰–۱۹ خرداد         | ایسپا                                                                                           | ۴۱٪                                                                                             | ۵٬۱۲۱                                                                                           | —                                                                                               | —                                                                                               | —                                                                                               | —                                                                                               | —                                                                                               | —                                                                                               |
| ۱۸ خرداد            | مناظرهٔ دوم                                                                                      | مناظرهٔ دوم                                                                                      | مناظرهٔ دوم                                                                                      | مناظرهٔ دوم                                                                                      | مناظرهٔ دوم                                                                                      | مناظرهٔ دوم                                                                                      | مناظرهٔ دوم                                                                                      | مناظرهٔ دوم                                                                                      | مناظرهٔ دوم                                                                                      |
| ۱۷–۱۶ خرداد         | ایسپا                                                                                           | ۳۸٪                                                                                             | ‍~۱٬۵۰۰                                                                                           | —                                                                                               | —                                                                                               | —                                                                                               | —                                                                                               | —                                                                                               | —                                                                                               |
| ۱۶ خرداد            | کیو                                                                                             | ۴۳٪                                                                                             | ۱۰۰۰                                                                                            | ٪±۴                                                                                             | ۵۴٫۷٪                                                                                           | ۵۴٫۷٪                                                                                           | ۲۵٫۷٪                                                                                           | ۲۵٫۷٪                                                                                           | ۱۹٫۶٪                                                                                           |
| ۱۵ خرداد            | مناظرهٔ نخست                                                                                     | مناظرهٔ نخست                                                                                     | مناظرهٔ نخست                                                                                     | مناظرهٔ نخست                                                                                     | مناظرهٔ نخست                                                                                     | مناظرهٔ نخست                                                                                     | مناظرهٔ نخست                                                                                     | مناظرهٔ نخست                                                                                     | مناظرهٔ نخست                                                                                     |
| ۱۳–۱۲ خرداد         | کیو                                                                                             | ۴۳٪                                                                                             | —                                                                                               | ٪±۴                                                                                             | ۵۳٫۲٪                                                                                           | ۵۳٫۲٪                                                                                           | ۳۱٫۰٪                                                                                           | ۳۱٫۰٪                                                                                           | ۱۵٫۸٪                                                                                           |
| ۱۱–۹ خرداد          | ایسپا                                                                                           | ۳۷٪                                                                                             | ۵٬۱۵۹                                                                                           | —                                                                                               | ۳۴٫۱٪‍                                                                                           | ۷٫۸٪                                                                                            | ۸٫۹٪                                                                                            | ۳۲٫۴٪                                                                                           | ۱۶٫۳٪                                                                                           |
| ۱۱–۸ خرداد          | استاسیس/ایران‌اینترنشنال                                                                         | ۳۰٪                                                                                             | ۱٬۴۷۳                                                                                           | ٪±۲٫۵                                                                                           | ٪۳۸                                                                                             | ٪۱۷                                                                                             | ٪۸                                                                                              | ٪۲۶                                                                                             | ٪۱۲                                                                                             |
| ۷–۵ خرداد           | کیو                                                                                             | —                                                                                               | ۱٬۵۶۹                                                                                           | —                                                                                               | ۴۵٫۹٪                                                                                           | ۴۵٫۹٪                                                                                           | ۳۲٫۶٪                                                                                           | ۳۲٫۶٪                                                                                           | ۲۱٫۵٪                                                                                           |
| ۶–۵ خرداد           | ایسپا                                                                                           | ۳۶٪                                                                                             | ‍~۱٬۵۰۰                                                                                           | —                                                                                               | ۳۷٫۷٪‍                                                                                           | ۷٫۷٪                                                                                            | —                                                                                               | —                                                                                               | —                                                                                               |
| ۴ خرداد             | اعلام اسامی نامزدان تأیید صلاحیت شده عدم احراز صلاحیت احمدی‌نژاد، لاریجانی، جهانگیری و سعید محمد | اعلام اسامی نامزدان تأیید صلاحیت شده عدم احراز صلاحیت احمدی‌نژاد، لاریجانی، جهانگیری و سعید محمد | اعلام اسامی نامزدان تأیید صلاحیت شده عدم احراز صلاحیت احمدی‌نژاد، لاریجانی، جهانگیری و سعید محمد | اعلام اسامی نامزدان تأیید صلاحیت شده عدم احراز صلاحیت احمدی‌نژاد، لاریجانی، جهانگیری و سعید محمد | اعلام اسامی نامزدان تأیید صلاحیت شده عدم احراز صلاحیت احمدی‌نژاد، لاریجانی، جهانگیری و سعید محمد | اعلام اسامی نامزدان تأیید صلاحیت شده عدم احراز صلاحیت احمدی‌نژاد، لاریجانی، جهانگیری و سعید محمد | اعلام اسامی نامزدان تأیید صلاحیت شده عدم احراز صلاحیت احمدی‌نژاد، لاریجانی، جهانگیری و سعید محمد | اعلام اسامی نامزدان تأیید صلاحیت شده عدم احراز صلاحیت احمدی‌نژاد، لاریجانی، جهانگیری و سعید محمد | اعلام اسامی نامزدان تأیید صلاحیت شده عدم احراز صلاحیت احمدی‌نژاد، لاریجانی، جهانگیری و سعید محمد |
| ۳۰–۲۷ ارد.          | ایسپا                                                                                           | ۴۳٪                                                                                             | ۱٬۵۶۴                                                                                           | —                                                                                               | ٪۴۳٫۷                                                                                           | ٪۹٫۳                                                                                            | —                                                                                               | —                                                                                               | —                                                                                               |
| اواخر ارد.          | —                                                                                               | ۴۲٫۹٪                                                                                           | —                                                                                               | —                                                                                               | ٪۴۲٫۹                                                                                           | —                                                                                               | —                                                                                               | —                                                                                               | —                                                                                               |
| ۲۱–۱۲ ارد.          | استاسیس/ایران‌اینترنشنال                                                                         | ٪۲۷                                                                                             | ۱٬۸۹۱                                                                                           | ٪±۲٫۳                                                                                           | ٪۴۱                                                                                             | ٪۱۳                                                                                             | ٪۶                                                                                              | ٪۲۶                                                                                             | ٪۱۳                                                                                             |
| ۲۰–۱۸ ارد.          | ایسپا                                                                                           | ۴۰٪                                                                                             | ۱٬۵۵۳                                                                                           | —                                                                                               | ۴۳٫۸٪                                                                                           | ٪۵٫۵                                                                                            | ٪۵٫۲                                                                                            | ٪۲۷٫۲                                                                                           | ٪۱۸٫۲                                                                                           |
| فروردین             | ایسپا                                                                                           | ۳۹٪                                                                                             | ۱٬۵۶۹                                                                                           | —                                                                                               | ۴۳٫۳٪                                                                                           | ٪۴٫۷                                                                                            | ٪۵٫۸                                                                                            | ٪۲۵٫۳                                                                                           | ٪۲۰٫۸                                                                                           |
| فروردین             | کیو                                                                                             | —                                                                                               | ۲٬۳۲۴                                                                                           | —                                                                                               | ۴۶٫۱٪                                                                                           | ۴۶٫۱٪                                                                                           | ۲۲٫۰٪                                                                                           | ۲۲٫۰٪                                                                                           | ۳۱٫۹٪                                                                                           |
| فروردین             | صدا و سیما                                                                                      | —                                                                                               | —                                                                                               | —                                                                                               | ۳۲٫۸٪                                                                                           | ۸٫۵٪                                                                                            | ۲٫۲٪                                                                                            | ۵۱٫۲٪                                                                                           | ۵٫۳٪                                                                                            |
| اسفند               | کیو                                                                                             | —                                                                                               | —                                                                                               | —                                                                                               | ۴۷٫۰٪                                                                                           | ۴۷٫۰٪                                                                                           | ۱۹٫۹٪                                                                                           | ۱۹٫۹٪                                                                                           | ۳۳٫۱٪                                                                                           |
| اسفند               | پرسش                                                                                            | ۲۵–۳۰٪                                                                                          | ۲٬۳۰۰                                                                                           | ٪±۳٫۷                                                                                           | ٪۲۴                                                                                             | ٪۸                                                                                              | ٪۸                                                                                              | ٪۴۷                                                                                             | ٪۲۱                                                                                             |
| ۲۸–۲۵ به.           | ایسپا                                                                                           | ۳۹٪                                                                                             | ۱٬۵۸۳                                                                                           | —                                                                                               | ٪۴۳٫۶                                                                                           | ٪۴٫۶                                                                                            | —                                                                                               | —                                                                                               | —                                                                                               |
| ۲۰ بهمن تا ۱۰ اسفند | ایران‌پُل/شورای امور جهانی شیکاگو                                                                 | —                                                                                               | ۱٬۰۰۶                                                                                           | ٪±۳٫۱                                                                                           | ٪۴۸٫۱                                                                                           | ٪۲۴٫۹                                                                                           | ٪۱۱٫۲                                                                                           | ٪۱۴٫۹                                                                                           | ٪۰٫۹                                                                                            |
| ۱۸–۷ به.            | ایران‌پُل/دانشگاه مریلند                                                                          | —                                                                                               | ۱٬۰۰۸                                                                                           | ٪±۳٫۱                                                                                           | ٪۵۲٫۷                                                                                           | ٪۲۱٫۷                                                                                           | ٪۹٫۰                                                                                            | ٪۱۴٫۹                                                                                           | ٪۱٫۷                                                                                            |
| دی                  | صداوسیما                                                                                        | —                                                                                               | —                                                                                               | —                                                                                               | ٪۳۲٫۲                                                                                           | ٪۷٫۷                                                                                            | ٪۲٫۷                                                                                            | ٪۴۳٫۹                                                                                           | ٪۱۳٫۵                                                                                           |
| آذر                 | ایسپا                                                                                           | ۳۹٪                                                                                             | ‍~۱٬۵۰۰                                                                                           | —                                                                                               | ٪۴۲٫۱                                                                                           | ٪۶٫۲                                                                                            | —                                                                                               | —                                                                                               | ٪۲۳٫۷                                                                                           |
| آذر                 | صداوسیما                                                                                        | —                                                                                               | —                                                                                               | —                                                                                               | ۲۹٫۲٪                                                                                           | ۷٫۷٪                                                                                            | ۳٫۱٪                                                                                            | ۴۹٫۹٪                                                                                           | ۱۰٫۱٪                                                                                           |
| آبان                | صداوسیما                                                                                        | —                                                                                               | —                                                                                               | —                                                                                               | ۲۱٫۴٪                                                                                           | ۴٫۸٪                                                                                            | ۱٫۳٪                                                                                            | ۵۸٫۸٪                                                                                           | ۱۳٫۷٪                                                                                           |
| ۷–۱ آبان            | استاسیس/ایران‌وایر                                                                               | —                                                                                               | ۱٬۱۳۶                                                                                           | ±۲٫۸–۳٫۱٪                                                                                       | ٪۴۴                                                                                             | ٪۴۴                                                                                             | ٪۲۵                                                                                             | ٪۲۵                                                                                             | ٪۳۱                                                                                             |
| ۱۱ شه. – ۱۱ مهر     | ایران‌پُل/دانشگاه مریلند                                                                          | —                                                                                               | ۱٬۰۰۵                                                                                           | ٪±۳٫۱                                                                                           | ٪۵۱٫۱                                                                                           | ٪۲۴٫۰                                                                                           | ٪۷٫۸                                                                                            | ٪۱۴٫۳                                                                                           | ٪۲٫۸                                                                                            |
| شهریور ۹۹           | ایسپا                                                                                           | ۳۹٪                                                                                             | ‍~۱٬۵۰۰                                                                                           | —                                                                                               | ٪۴۴٫۷                                                                                           | ٪۴٫۱                                                                                            | —                                                                                               | —                                                                                               | —                                                                                               |